# Dixeia capricornus
Dixeia capricornus is een vlindersoort uit de familie van de Pieridae (witjes), onderfamilie Pierinae.
Dixeia capricornus werd in 1871 beschreven door Christopher Ward.